# Треліс Вільям
Треліс Вільям (англ. William Trelease; нар. 22 лютого 1857 Маунт-Вернон, Вестчестер, Нью-Йорк — пом. 1 січня 1945 Урбана, Іллінойс) — американський ботанік, ентомолог, мандрівник, письменник та вчитель.

## Життєпис
Вільям Треліс народився в місті Маунт-Вернон 22 лютого 1857 року.
В 1877 році Треліс вирішив вступити до Корнелльського університету і вивчати природничі науки. Після навчання в Корнеллському університеті він викладав в університеті Вісконсіна в Мадісоні, та планував вивчати там бактеріологію, проте плани змінилися, коли йому запропонували роботу директора в Ботанічному саду Сент-Луїса, на пропозицію він дав згоду. Це було ідеальне місце для Треліса, талановитого ботаніка з даром в області систематики рослин. Ботанічні інтереси Вільяма були широкі: він опублікував статтю про гігантські кактуси з Мексики в тому ж році, як і свої висновки про прибережних видах на Алясці.
Треліс зробив значний внесок у ботаніку, описавши безліч видів рослин. Вільям Треліс активно брав участь у великій кількості муніципальних і професійних академічних асоціацій: він був першим президентом Ботанічного товариства Америки в 1894 році, та займав пост президента вдруге в 1918 році.
Вільям Треліс помер 1 січня 1945 року.

## Наукові роботи
- The Agaves of Lower California. In: Annual report Missouri Botanical Garden. Volume 22, 1911 (published on 14 February 1912), pp. 37–65[9].
- Plant Materials of Decorative Gardening. Urbana, Illinois 1917, Second Ed 1921, 3rd Ed the 1926.
- Winter Botany. Urbana, Illinois 1918.
- The American Oaks. In: Mem. Nat. Acad. Sci. 20, 1924.